# 치천의 군
치천의 군(일본어: 治天の君)은 일본의 고대 말기에서 중세에 이르기까지 일본 왕실의 당주로서 정무 실권을 쥔 천황 또는 태상천황(太上天皇, 상왕)을 가리키는 용어이다.
치천의 군은 사실상의 군주로서 군림하였다. 다만 「치천의 군」에 대해서는 재위 상태의 천황을 포함하는 경우와 재위 상태의 천황을 포함하지 않고 인세이를 행하는 상황에 한정하는 입장도 있다.
상황이 치천의 군이면, 천황은 재위의 군(在位の君)이라고 불린다. 또 상황이 치천의 군으로서 행하는 원정에 대해, 천황이 치천의 군으로 정무를 맡아 보는 것을 친정이라 하였다. 치천의 군은 치천하(일본어: 治天下), 치천(일본어: 治天), 정무(일본어: 政務) 등으로도 불렸다. 이하, 본항에서는 치천의 군을 「치천」이라고 표기한다.

## 성립과 의미
'치천'은 일본 신화의 지신 5대 중 아마테라스 오미카미 이외의 4위의 신들이 군주의 칭호로 사용했다는 기록이 있다. 그 후, 대왕(오키미)이나 왕족에 대한 경칭으로서 5세기 후반까지 「치천하대왕(일본어: 治天下大王)」가 성립하고 있었지만, 그후 율령의 정비로 사용되지 않게 되었다.
이후 헤이안 시대 후기의 인세이의 시작으로 「치천」이라는 말이 일본사에 다시 등장했다. 그때까지는 후지와라 북가가 섭정 · 관백(천황의 대행자 · 보좌자)으로서 정치 실권을 가진 섭관정치가 행해지고 있었다. 어디까지나 율령 관제의 최고위에 군림하는 것은 천황이며, 그 천황을 대행 · 보좌하는 것이, 섭관 권력의 원천이 되고 있었다. 그러나 시라카와 상황으로부터 시작된 인세이에서는 상황이 아들(황태자)에게 양위한 후에도 직접적인 부권에 근거해 정치 실권을 쥐게 되었기 때문에 섭관 정치는 그 존립 근거를 잃었다. 이러한 변천은 천황의 '모계'인 섭관가가 천황의 '부계'인 상황에게 권력을 빼앗긴 것으로 볼 수 있다.
헤이안 중기에서 후기 무렵부터 특정 관직을 하나의 가계가 담당하는 것이 일본 귀족 사회에서 점차 일반화되고 있었다. 관직에 나아간다는 것은 그 관직에 따라오는 수익권을 얻는다는 의미도 있었으며, 그 관직에 나아간 가계의 수장(가독)은 그 관직에서 얻은 수익을 자신의 일족에게 나누어 줄 수 있는 권한 · 의무를 지녔다. 이러한 사회적인 풍조가 왕실에까지 영향을 주어 왕실의 당주 되는 자가 본래의 천황의 권한을 집행하게 된 것으로 생각되고 있다.
이 왕실의 당주가, 실질적인 일본 왕조의 군주이자 동시에 '치천'이라고 불렸다. 일본의 역사에서는 여러 명의 상황이 병존하는 경우도 있기는 했지만, 그 여러 명의 상황 중에서도 '치천'이 될 수 있는 자는 단 한 명뿐이었고, 치천의 자리를 놓고 상황과 천황이 서로 항쟁을 벌이는 사태마저 발생했다(호겐의 난). 실질적인 군주라 할 치천이 상황에게로 옮겨가게 되면서 천황은 마치 동궁(황태자)이나 다름없는 것 같다고도 했다. 실제로 인세이가 본격화되면서는 태자 책립도 사라진다.
치천이 될 수 있는 자격 요건은 크게 두 가지이다. 우선, 즉위한 적이 있는 자여야 하고, 다음으로, 현직 천황의 직계 존속이어야 했다. 이 결과 치천이 되지 않으면 자신의 자손에게 왕위를 전하는 것이 불가능하다는 것을 의미하게 되어, 치천의 자리를 얻는 것이 살고 죽는 문제로까지 번졌다. 다만 조정의 권력이 약해진 가마쿠라 시대에 접어들면서 즉위한 적도 없는 고타카쿠라인(後高倉院)이 치천이 되거나, 고묘 천황(光明天皇)의 직계 존속도 아닌 고곤 상황(光厳上皇)이 치천이 되기도 하는 등 앞에서 언급한 자격 요건이 반드시 충족되지 않는 경우도 나타난다.
다만 「치천의 군」이라는 말이 나타난 것은 고사가 인세이(後嵯峨院政) 이후 고후카쿠사 상황(後深草上皇) ・ 가메야마 천황(亀山天皇)의 병립 상태 이후에 생겨나게 되었다고 여겨지고 있다.

## 약사

### 헤이안 후기
오토쿠(応徳) 3년(1086년)에 시라카와 천황(白河天皇)이 아들 호리카와 천황(堀河天皇)에게 양위하고 인세이를 개시한 것이 흔히 알려진 인세이의 수장으로서의 '치천'의 성립이라고 여겨진다. 호리카와 천황은 천황이라는 자리만 채우고 있을 뿐 정치의 실무는 시라카와인이 맡고 있었다. 
호리카와 천황이 승하하고 그 아들 도바 천황이 즉위한 뒤에도 시라카와인은 여전히 정무를 맡고 있었고, 시라카와인이 승하하고 당시 스토쿠 천황에게 양위해 이미 상왕으로 물러나 있었던 도바인이 치천이 되어 인세이를 시작했다. 시라카와도 도바도 적극적인 정무 운영을 행하였으므로 시라카와-도바 인세이를 ‘삼불여의’라는 성어로 상징되는 전제적인 상왕정치 인세이의 전형과 인세이의 최성기로 평가하기도 한다.
호겐 원년(1156년), 도바인이 승하하자, 스토쿠 상황과 고시라카와 천황, 이들 형제가 치천의 자리를 둘러싸고 싸움을 벌였고, 고시라카와 천황이 승리했다(호겐의 난). 고시라카와 천황은 2년 뒤인 호겐 3년(1158년)에 양위하고 인세이를 시작했다. 그는 다이라노 기요모리에 의해 인세이가 중지되고 다카쿠라 인세이가 시작되면서 치천에서 쫓겨난 적도 있었지만, 기요모리의 사망과 다카쿠라 상황의 승하로 다시 부활, 겐큐 3년(1192년)에 승하할 때까지 치천의 지위를 유지했다.
그런데, 시라카와 인세이 후기 이래로 인에 대한 각지로부터의 장원 기진이 몹시 집중되어, 일본 왕실은 막대한 경제 기반을 얻게 되었다. 이 장원은 여러 그룹으로 나뉘어 별개로 상속되었는데, 한 가지 예로 도바인이 딸 하치조인(八条院)에게 상속해 준 장원들인 하치조인령(八条院領), 고시라카와인이 장강당(長講堂)이라는 사원에 기진한 장강당령(長講堂領) 등이 있다. 치천의 군은 일본 왕가의 당주로써 이 엄청난 규모의 장원들을 총괄할 권한을 갖고 있었다.

### 가마쿠라 시대
고시라카와인 다음으로 치천이 된 것은 그 손자 고토바 천황이었다. 지쇼 · 겐랴쿠 연간(1180년대)의 지쇼 · 주에이의 난 결과, 도고쿠에 가마쿠라 막부가 성립되고, 조정과는 별개의 독자적인 지배권을 획득하고 있었지만, 치천으로서 전제 정치를 지향하는 고토바인에게 막부의 존재는 용납할 수 없는 것이었다.
조큐 3년(1221년), 아직 탄생한지 얼마 안 되어 미나모토노 사네토모 암살로 쇼군 부재 상태가 된 막부의 체제를 불안정하다고 본 고토바인은 막부의 무력 배제를 시도했지만 오히려 막부군에 패배해 버렸다(조큐의 난). 고토바인 및 그 직계의 상황 · 천황은 모조리 유배 및 폐위되었으며, 고토바인의 혈통에 해당하지 않고 또한 세속에 있는 왕자 가운데 고토바인의 조카로 다카쿠라 천황의 손자에 해당하는, 당시 10세의 시게히토 왕만이 있었고 막부는 시게히토 왕을 고호리카와 천황으로 즉위시켰다. 그리고 고호리카와 천황의 아버지 모리사다 친왕이 천황가의 가독자로서 치천에 취임하게 되는데, 모리사다 친왕은 애초에 즉위한 적도 없었고 이미 승려로 출가해 있었으므로 치천의 자격 요건이 부족했음에도 긴급 사태임을 감안하여 특별히 치천이 되었고, 사실상의 법황(천황의 예에 따라 승하 후에 「고다카쿠라인」의 원호가 주어졌다)로서 인세이를 행하였다. 이는 이 당시 이미 일본 조정에서 ‘치천’이 필수적인 존재로 여겨지고 있었음을 보여 준다.
그러나 근년의 연구에 따르면 조큐의 난 당시 고토바인의 혈통에 해당하지 않으면서 출가하지 않고 세속에 있었던 종실 남성은 시게히토 왕 외에도 한 명이 더 있었던 것으로 판명되어 있다. 시게히토 왕과 마찬가지로 고토바인의 조카로 다카쿠라 천황의 손자에 해당하는 가타노노미야 구니타카 왕(交野宮国尊王)이다. 그러나 구니타카 왕의 아버지로 교초 뉴도 친왕(行助入道親王)의 동생에 해당하는 고레아키라 친왕(惟明親王), 출가하여 세이엔 뉴도 친왕(聖円入道親王)이라고 불렸던 인물이 조큐의 난 발발 한 달 전에 병으로 사망하여 치천이 되어 줄 아버지가 없었기 때문에 요건을 충족하지 못해 왕위 계승에서 배제되었던 것으로 여겨지고 있다.
조큐의 난 이후 치천이 그 이전과 동등한 권력을 행사하지는 못하게 되었고, 중요 사항은 막부와의 협의를 거쳐 결정하는 것이 상례가 되었다. 고호리카와 천황이 승하한 뒤 시조 천황(四条天皇)도 12세로 붕어하고 다음 천황을 지명할 치천이 존재하지 않는 사태가 벌어지자 교토의 구게들 사이에서는 준토쿠 천황의 아들인 다다나리 왕(忠成王)을 옹립하려는 움직임도 있었지만, 막부는 쓰치미카도 천황(土御門天皇)의 아들 구니히토 왕(邦仁王)을 다음 천황으로 지명했고, 그 결과 구니히토 왕이 고사가 천황(後嵯峨天皇)으로 즉위하였다. 이는 천황의 지명에는 막부의 승인이 필요하다는 선례가 되어, 치천의 권위가 저하되는 결과를 초래했을 뿐만 아니라 치천의 권한마저도 그 일부를 막부가 장악하기에 이르게 되었다.
고사가 인세이 말년에는 다음 치천의 자리를 놓고 고후카쿠사 천황(後深草天皇)의 계통(지묘인 왕통)과 가메야마 천황(亀山天皇)의 계통(다이카쿠지 왕통)이 대립하게 된다. 치천인 고사가 천황은 사망 직전에 자신의 손으로 양장(譲状)을 썼지만, 거기에 명기된 것은 장강당령 이외의 장원 상속으로 왕통에 대한 것은 아무 것도 기록하지 않아 「육승사 및 도바 이궁을 다음 치천의 군에게 주노라」(六勝寺ならびに鳥羽殿以下のことは治天下に依りその沙汰あるべし)라고 써놓았을 뿐이었다. 막부는 당시 중궁(中宮) 오미야노인(大宮院) 사이온지 깃시(西園寺姞子)에게 자문을 구했고, 오미야노인은 고사가 천황의 뜻은 가메야마 천황에게 있었다고 하였다. 이렇게 해서 가메야마 천황이 치천이 되었고, 정무를 맡게 되었지만, 고후카쿠사계는 이에 반발하여 막부에 힘을 빌려 줄 것을 요청했다. 막부의 조정 결과 쌍방이 교대로 치천의 지위에 오른다는 양통질립(両統迭立)이 이루어지게 되었다. 동시에 장강당령은 지묘인 왕통에게, 하치조인령은 다이카쿠지 왕통에게 상속시키도록 하는 것으로 되어, 경제면에서도 두 왕통은 동등한 정도의 실력을 가지게 되었다.
분포(文保) 2년(1318년)에 즉위한 다이카쿠지 왕통의 고다이고 천황(後醍醐天皇)의 치세에서는 아버지이자 치천이기도 한 고우다인(後宇多院) 겐코 원년(1321년)에 자발적으로 인세이를 정지하고, 고다이고에 의한 친정이 시작되었다. 고다이고 천황이 막부 타도의 뜻을 품게 된 이유에는 여러 설이 있지만, 자신의 계통이 왕위를 잇게 하기 위해서였다고 생각되고 있다.

### 겐무 신정과 남북조 그리고 무로마치 시대
겐코(元弘) 3년(1333년)에 시작된 고다이고 천황의 겐무 신정은 수년 만에 실패했고, 당시 최대의 실력자였던 아시카가 타카우지가 막부 정권을 수립하게 되었다. 그 때, 타카우지는 지묘인 왕통의 고곤인을 치천으로, 그 동생인 고묘 천황을 즉위시켜, 스스로는 정이대장군으로 취임한다. 나중에 미노 슈고 도키 요리토가 고곤 상황의 수레를 걷어차고 활을 쏘는 사건을 일으켰을 때, 타카우지로부터 사건의 처리를 위임받은 동생 아시카가 다다요시는 당시 막부 안팎에서 끊이지 않던 요리토 구명을 호소하는 목소리를 무시하고 그 참수를 강행했다. 다다요시는 고곤 상황의 치천으로서의 권위만이 무로마치 막부의 정치적 정통성을 보장하고 있음을 이해하고 있었던 것이다.
쇼헤이(正平) 7년/ 간노(観応) 3년(1352년), 북조 · 막부와 대립하고 있던 남조는, 간노의 소란이라는 막부의 내분을 틈타 북조측의 치천 · 천황 · 황태자를 모조리 납치하는 데 성공했다. 정치 결정에는 치천의 재가가 반드시 필요했기 때문에 막부 및 북조측의 구게들은 북조의 재개 및 유지 문제로 고심해야 할 지경에 놓이게 되었다. 치천 · 천황 · 황태자의 탈환은 곤란해 보였기 때문에, 원래는 승려로 출가할 예정이었던 이야히토 왕(弥仁王, 고곤 천황의 아들)을 고코곤 천황으로 세우고, 교토에 남은 종실 중에서 최고위자였던 고기몬인(広義門院) 사이온지 레이시(西園寺寧子, 고후시미 천황의 후궁이자 고곤·고묘 천황의 생모)이 치천으로서의 권능을 행사하는 것으로 남조에 맞선다. 여성이고, 게다가 국모라고 해도 종실도 아닌 자가 치천이 되는 것은 일본 역사상 전대 미문의 사태였지만, 그런 전대미문의 고육지책으로 북조는 가까스로 존속할 수 있었다. 어떠한 형태라도 치천이라는 존재가 정치상 필수 불가결했던 것이다.
이어서, 고코곤인의 아들 고엔유인(後円融院)이 치천이 되었다. 고엔유인은 메이토쿠 4년(1393년) 승하하였다. 고엔유인의 아들 고코마쓰 천황(後小松天皇)은 겐추 9년/메이토쿠 3년(1392년)에 남북조 합일을 실현해 고다이고 천황 이후의 유일한 천황이 되어, 아들 쇼코 천황(称光天皇)에게 양위하고 인세이를 행하였고, 쇼초(正長) 원년(1428년)에 쇼코 천황이 승하하여 왕통이 끊어지게 되자 후시미노미야(伏見宮)로부터 종실을 데려다 고하나조노 천황(後花園天皇)으로 즉위시키고 인세이를 이어나갔다.
그러나 에이쿄(永享) 5년(1433년)에 고코마쓰인이 죽고 인세이는 사실상 종말을 맞이했다. 동시에 치천의 군이라는 존재도 자연 소멸하게 된다. 실제로 다음 상황이 된 고하나조노인은 양위 후에 얼마 안 가서 오닌의 난에 휘말려 실질적인 인세이를 거의 해 볼 새도 없이 세상을 떠나고 말았다. 그 후 재정상의 이유 등으로 양위 자체가 불가능한 상황이 이어진다.

### 메이지 이후
메이지 시대가 되면, 옛 황실전범의 제정과 함께 태상천황이니 양위니 하는 기존의 제도는 모두 폐지되고, 동시에 치천의 군이라는 개념도 소멸했다.
2019년, 천황의 퇴위 등에 관한 황실 전범 특례법(천황 퇴위 특례법)에 근거하여 아키히토의 퇴위와 나루히토의 즉위가 이루어졌지만, 치천의 군인 상황과 천황이 대립했던 과거의 역사적 경위도 어느 정도 감안하여 해당 특례법에서는 퇴위 후의 아키히토의 칭호를 「태상천황」이 아니라, 정식으로 「상황」이라고 하고 있다.

## 역대 치천의 군
| 치천의 군            | 치천의 군            | 연수                 | 천황            | 관계   | 비고 |
| -------------------- | -------------------- | -------------------- | --------------- | ------ | --- |
| 시라카와 상황        | 시라카와 상황        | 오토쿠 3년(1086년)   | 호리카와 천황   | 황자   | |
| 시라카와 상황        | 시라카와 상황        | 가죠 2년(1107년)     | 도바 천황       | 손자   | |
| 시라카와 상황        | 시라카와 상황        | 호안 4년(1123년)     | 스토쿠 천황     | 증손자 | |
| 도바 상황            | 도바 상황            | 다이지 4년(1129년)   | 스토쿠 천황     | 황자   | |
| 도바 상황            | 도바 상황            | 에이지 원년（1141년) | 고노에 천황     | 황자   | |
| 도바 상황            | 도바 상황            | 규쥬 2년(1155년)     | 고시라카와 천황 | 황자   | |
| 고시라카와 천황      | 고시라카와 천황      | 규쥬 3년(1156년)     | 고시라카와 천황 | -      | 친정 |
| 고시라카와 상황      | 니조 천황            | 호겐 3년(1158년)     | 니조 천황       | 황자   | 니조 천황 시기는 고시라카와인의 인세이와 니조 천황의 친정이 병존했기 때문에 치천의 지위에 대해서는 의론의 여지가 있다. |
| 고시라카와 상황      | 고시라카와 상황      | 에이호 원년（1165년) | 로쿠조 천황     | 손자   | |
| 고시라카와 상황      | 고시라카와 상황      | 닌난 3년(1168년)     | 다카쿠라 천황   | 황자   | |
| 다카쿠라 천황/상황   | 다카쿠라 천황/상황   | 지쇼 3년(1179년)     | 다카쿠라 천황   | -      | 지쇼 3년의 정변으로 고시라카와 인세이가 정지되고 다카쿠라 천황에 의한 친정.                                            |
| 다카쿠라 천황/상황   | 다카쿠라 천황/상황   | 지쇼 4년(1180년)     | 안토쿠 천황     | 황자   | |
| 고시라카와 상황      | 고시라카와 상황      | 지쇼 5년(1181년)     | 안토쿠 천황     | 손자   | |
| 고시라카와 상황      | 고시라카와 상황      | 주에이 2년(1183년)   | 고토바 천황     | 손자   | |
| 고토바 천황/상황     | 고토바 천황/상황     | 겐큐 3년(1192년)     | 고토바 천황     | -      | 친정 |
| 고토바 천황/상황     | 고토바 천황/상황     | 겐큐 9년(1198년)     | 쓰치미카도 천황 | 황자   | |
| 고토바 천황/상황     | 고토바 천황/상황     | 조겐 4년(1210년)     | 준토쿠 천황     | 황자   | |
| 고토바 천황/상황     | 고토바 천황/상황     | 조큐 3년(1221년)     | 주쿄 천황       | 손자   | 조큐의 난으로 인세이가 정지되었다.                                                                                     |
| 고다카쿠라인         | 고다카쿠라인         | 조큐 3년(1221년)     | 고호리카와 천황 | 황자   | |
| 고호리카와 천황/상황 | 고호리카와 천황/상황 | 조큐 5년(1223년)     | 고호리카와 천황 | -      | 친정 |
| 고호리카와 천황/상황 | 고호리카와 천황/상황 | 조에이 원년（1232년) | 시조 천황       | 황자   | |
| 고사가 천황/상황     | 고사가 천황/상황     | 닌지 3년(1242년)     | 고사가 천황     | -      | 친정 |
| 고사가 천황/상황     | 고사가 천황/상황     | 간겐 4년(1246년)     | 고후카쿠사 천황 | 황자   | |
| 고사가 천황/상황     | 고사가 천황/상황     | 쇼겐 원년（1259년)   | 가메야마 천황   | 황자   | |

| 연수                          | 지묘인 왕통      | 지묘인 왕통   | 지묘인 왕통 | 다이카쿠지 왕통    | 다이카쿠지 왕통 | 다이카쿠지 왕통 | 비고 |
| 연수                          | 치천             | 천황          | 관계        | 치천               | 천황            | 관계            | 비고 |
| ----------------------------- | ---------------- | ------------- | ----------- | ------------------ | --------------- | --------------- | --- |
| 분에이 9년(1272년)            | -                | -             | -           | 가메야마 천황/상황 | 가메야마 천황   | -               | 친정 |
| 분에이 11년(1274년)           | -                | -             | -           | 가메야마 천황/상황 | 고우다 천황     | 황자            | |
| 고안 10년(1287년)             | 고후카쿠사 상황  | 후시미 천황   | 황자        | -                  | -               | -               | |
| 쇼오 3년(1290년)              | 후시미 천황/상황 | 후시미 천황   | -           | -                  | -               | -               | 친정 |
| 에이닌 6년(1298년)            | 후시미 천황/상황 | 고후시미 천황 | 황자        | -                  | -               | -               | |
| 쇼안 3년(1301년)              | -                | -             | -           | 가메야마 상황      | 고니조 천황     | 손자            | |
| 가겐 3년(1305년)              | -                | -             | -           | 고우다 상황        | 고니조 천황     | 황자            | |
| 도쿠지 3년(1308년)            | 후시미 상황      | 하나조노 천황 | 황자        | -                  | -               | -               | |
| 분포 원년(1317년)             | 고후시미 상황    | 하나조노 천황 | 동생 (유자) | -                  | -               | -               | |
| 분포 2년(1318년)              | -                | -             | -           | 고우다 상황        | 고다이고 천황   | 황자            | |
| 겐쿄 원년(1321년)             | -                | -             | -           | 고다이고 천황      | 고다이고 천황   | -               | 친정(고우다 천황은 겐쿄 4년(1324년) 세상을 떠났다) |
| 겐토쿠 3년(1331년)            | 고후시미 상황    | 고곤 천황     | 황자        | -                  | -               | -               | |
| 겐코 3년(1333년)              | -                | -             | -           | 고다이고 천황      | 고다이고 천황   | -               | 겐무 신정 |
| 겐무 3년(1336년)              | 고곤 상황        | 고묘 천황     | 동생 (유자) | 고다이고 천황      | 고다이고 천황   | -               | |
| 랴쿠오 2년/엔겐 4년(1339년)   | 고곤 상황        | 고묘 천황     | 동생 (유자) | 고무라카미 천황    | 고무라카미 천황 | -               | |
| 조와 4년/쇼헤이 3년(1348년)   | 고곤 상황        | 쇼코 천황     | 황자        | 고무라카미 천황    | 고무라카미 천황 | -               | |
| 쇼헤이 6년(1351년)            | -                | -             | -           | 고무라카미 천황    | 고무라카미 천황 | -               | 쇼헤이 일통 |
| 분나 원년/쇼헤이 7년(1352년)  | (고기몬인)       | 고코곤 천황   | -           | 고무라카미 천황    | 고무라카미 천황 | -               | 치천인 고곤 상황이 남조에 납치되었기 때문에 대신 치천의 정무를 맡았다. 덧붙여 고기몬인을 치천의 군으로 하는 것에는 이의(닛타 이치로 등)도 있어 주의가 필요하다. |
| 엔분 2년/쇼헤이 12년(1357년)  | 고코곤 천황/상황 | 고코곤 천황   | -           | 고무라카미 천황    | 고무라카미 천황 | -               | |
| 오안 원년/쇼헤이 23년(1368년) | 고코곤 천황/상황 | 고코곤 천황   | -           | 조케이 천황        | 조케이 천황     | -               | |
| 오안 4년/겐토쿠 2년(1371년)   | 고코곤 천황/상황 | 고엔유 천황   | 황자        | 조케이 천황        | 조케이 천황     | -               | |
| 응안 7년/분추 3년(1374년)     | 고엔유 천황/상황 | 고엔유 천황   | -           | 조케이 천황        | 조케이 천황     | -               | |
| 에이토쿠 2년/고와 2년(1382년) | 고엔유 천황/상황 | 고코마쓰 천황 | 황자        | 조케이 천황        | 조케이 천황     | -               | |
| 에이토쿠 3년/고와 3년(1383년) | 고엔유 천황/상황 | 고코마쓰 천황 | 황자        | 고카메야마 천황    | 고카메야마 천황 | -               | 조케이 상황이 인세이를 했다는 설이 있지만 이론도 있다. |

| 치천의 군          | 연수                 | 천황            | 관계           | 비고                                        |
| ------------------ | -------------------- | --------------- | -------------- | ------------------------------------------- |
| 고엔유 상황        | 메이토쿠 3년(1392년) | 고코마쓰 천황   | 황자           | 메이토쿠 화약으로 남북조 합일이 이루어졌다. |
| 고코마츠 천황/상황 | 메이토쿠 4년(1393년) | 고코마쓰 천황   | -              | 친정                                        |
| 고코마츠 천황/상황 | 오에이 19년(1412년)  | 쇼코 천황       | 황자           |                                             |
| 고코마츠 천황/상황 | 쇼초 원년(1428년)    | 고하나조노 천황 | 칠친등(七親等) |                                             |

## 같이 보기
- 원정
- 친정
- 상황
- 태상법황
- 천황
- 치천하대왕
- 왕위 계승